# サーモクロミズム
サーモクロミズム（英: thermochromism）は、温度の変化によって物質の色が変化する現象を指す。特に可逆な変化をするものを指す場合が多い。クロミズムの一種である。ムードリング（色が変化するアクセサリー）はこの現象の好例であるが、他にも多くの応用がある。公的証明書の偽造防止用に使用される場合、示温加工と呼ばれることがある。
サーモクロミズムを実現するには、液晶を用いるか、ロイコ染料を用いる。液晶は色変化を起こす温度を精密に設定することが可能である反面、原理上、色の範囲は限定される。ロイコ染料は幅広い色の表現が可能になるものの、応答温度を精密に設定するのは困難である。
サーモクロミック塗料は、液晶またはロイコ染料技術を使用している。一定量の光または熱を吸収した後、顔料の結晶または分子構造が可逆的に変化し、低温時とは異なる波長の光を吸収および放出する。サーモクロミック塗料はコーヒーマグのコーティングとしてよく見られ、熱いコーヒーがマグカップに注がれると、サーモクロミック塗料が熱を吸収して着色または透明化し、マグカップの外観が変わる。

## 有機材料
温度の変化により色を変えるための手法として、液晶とロイコ染料の2つが知られている。

### サーモクロミック液晶
液晶は、内部の分子の周期構造に由来して、特定の波長の光を選択的に反射することができるものがある。特にキラルネマチック相（コレステリック液晶）もしくは捩れネマチック相は可視域に反射を持つものがある。その周期構造は温度に依存して変化するため、色調が変化する。これがサーモクロミック液晶の特徴である。
サーモクロミック液晶の色は、反射のない黒から7色に連続的に変化する。通常、低温で赤もしくはオレンジ色、高温で青・紫色となる。これは液晶を加熱することで、周期が短くなることによる。
サーモクロミック液晶の例として、コレステロール誘導体やシアノビフェニルが知られている。炭酸オレイルコレステリル、ノナン酸コレステリル、安息香酸コレステリルを様々な割合で混合することで、多様な温度範囲で色調が変化するサーモクロミック液晶を構成できる。たとえば、65：25：10の質量比では17-23 ℃の変色域が得られ、30：60：10の場合は37-40 ℃の変色域が得られる( http://education.mrsec.wisc.edu/274.htm)。
染料やインクに使用される液晶は、多くの場合、懸濁液の形でマイクロカプセル化されている。
サーモクロミック液晶は、一般的な用途であるムードリングのほか、色の変化を正確に測定する必要がある用途で使用される。例えば部屋、冷蔵庫、水槽、医療用の温度計や、タンク内のプロパンレベルの指標に利用されている。液晶は取り扱いが難しく、特殊な印刷機器が必要となる。材料自体も通常、他の技術よりも高価である。高温、紫外線、一部の化学物質や溶媒により劣化する。

### ロイコ染料

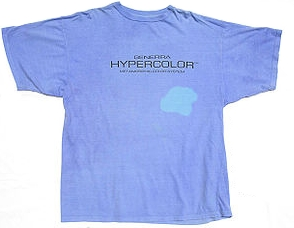
ドライヤーの熱でターコイズ色に変色したTシャツ

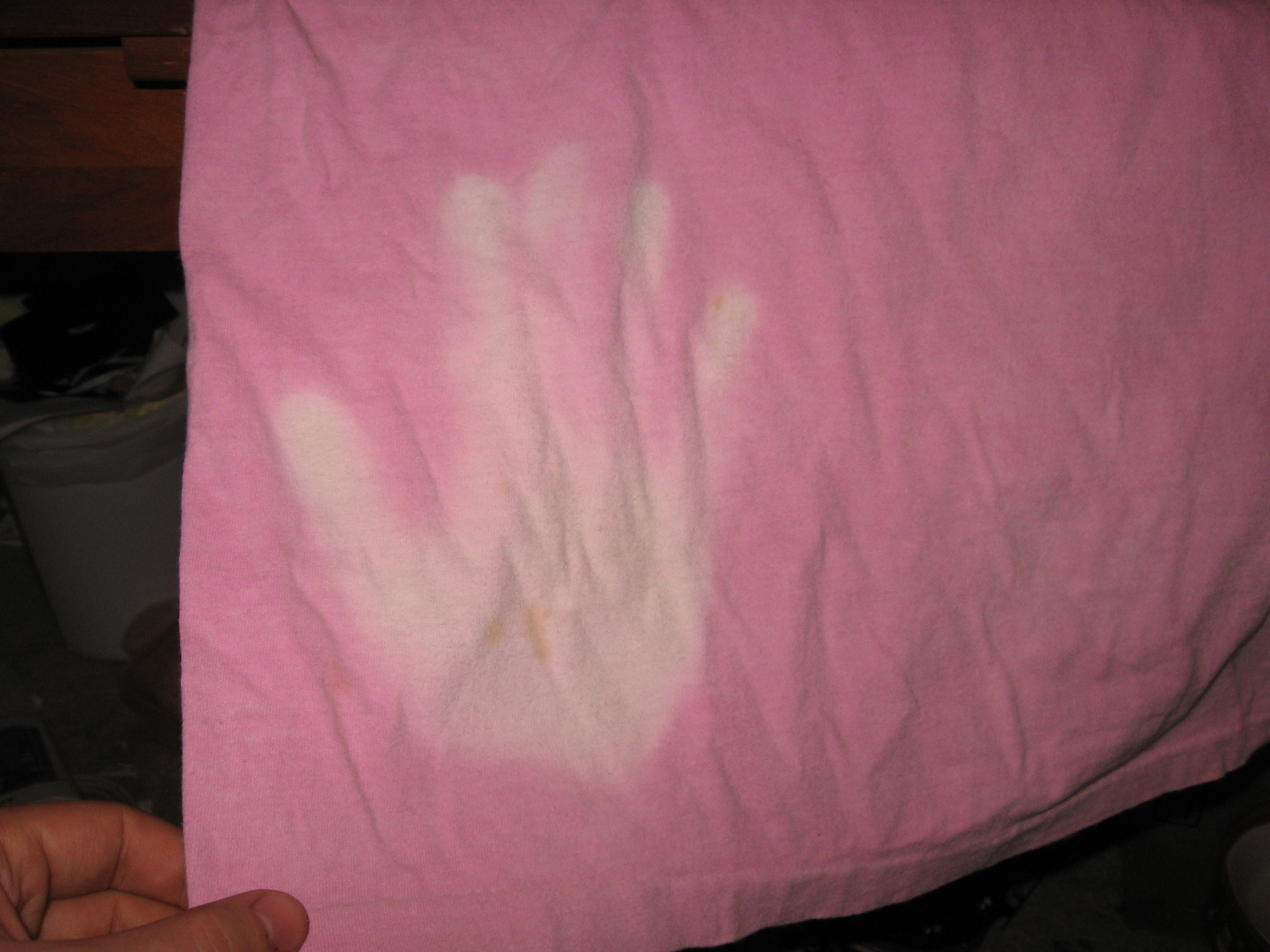
手の温度で変色したTシャツ

ロイコ色素とは、有色と無色の間の色変化を示す色素を指す。サーモクロミック染料としては、このロイコ色素と他の化学物質の混合物が用いられる。これらは温度に応じて、無色のロイコ型と有色型の間の色変化を示す。染料が材料に直接塗布されることはほとんどなく、通常は、内部に混合物が密封されたマイクロカプセルの形をしている。代表的な用途はハイパーカラーファッション（色が変わるTシャツなど）である。クリスタルバイオレットラクトン、ベンゾトリアゾール（弱酸）、およびドデカノールに溶解した脂肪酸の4級アンモニウム塩（オレイン酸アニオンとミリストイルアンモニウムカチオンの塩など）を含むマイクロカプセルをファブリックに添加している。低温でドデカノールが固体の場合、ベンゾトリアゾールが酸として働き、クリスタルバイオレットラクトンのラクトン環を開環してカルボン酸体へと構造変化する。この開環体は紫色を示す。一方、これを加熱すると、ドデカノールが融解し、オレイン酸アニオンがベンゾトリアゾールのプロトンを引き抜くことで、マイクロカプセル内のpHが上昇する。クリスタルバイオレットラクトンは閉環反応を示し、無職のラクトン体へと変化する。この色変化は可逆であり、pHに依存するハロクロミズムでもある。
この方式のサーモクロミズムで最も一般的に使用される色素は、スピロラクトン、フルオラン、スピロピランおよびフルギドである。酸にはビスフェノールA、パラベン、1,2,3-トリアゾール誘導体、4-ヒドロキシクマリンなどがある。これらはプロトン供与体として働き、色素分子をロイコ型とプロトン化着色型との間で変化させる。より強い酸を用いると、変化が不可逆的になることがある。
ロイコ染料は、液晶よりも温度応答の正確性に乏しい。そのためおおよその温度（「低すぎる」、「高すぎる」、「適温」）のインジケータや、さまざまなノベルティに適する。それらは通常、他の顔料と組み合わせて使用され、ベース顔料の色と、ロイコ染料の非ロイコ型の色と組み合わされた顔料の色との間の色変化をもたらす。有機ロイコ染料は、幅広い色で、約－5 ℃（23°F）- 60 ℃（140°F）の温度範囲で使用できる。色の変化は通常3℃（5.4°F）の間に発生する。
ロイコ染料は、温度応答の精度が重要ではないアプリケーションで使用される（例えば、ノベルティ、バストイ、フライングディスク、マイクロ波加熱食品の温度インジケータなど）。マイクロカプセル化により、広範囲の材料および製品で使用できる。マイクロカプセルのサイズは通常3 - 5 μm（通常の顔料粒子の10倍以上）の範囲であり、印刷および製造プロセスの調整が必要である。
ロイコ染料は、デュラセルのバッテリー状態インジケーターにも用いられている。ロイコ染料の層が抵抗ストリップ上に適用されて、その加熱を示し、バッテリーが供給できる電流量を測定する。ストリップは三角形状で、長さによって抵抗が変化するため、流れる電流の量に比例して長いセグメントが加熱される。ロイコ染料のしきい値温度を超えるセグメントの長さが色付きになる。
ロイコ染料は、紫外線、溶剤、高温にさらされると劣化する。約200-230 ℃（392-446°F）を超える温度では、通常、ロイコ染料は分解する。製造中は、わずかな時間であれば約250℃（482°F）まで耐える。

#### 感熱紙
感熱紙（サーモクロミックペーパー）は熱転写プリンターに使用されていた。一例は、フルオラン染料とオクタデシルホスホン酸の固体混合物を含浸させた紙である。この混合物は低温では安定な固相である。しかし、オクタデシルホスホン酸が融解すると、染料は液相で化学反応を起こし、プロトン化された着色形になる。この状態は、冷却プロセスが十分に速い場合、マトリックスが再び固化するときに保存される。ロイコの形は低温と固相でより安定しているため、サーモクロミック紙の記録は年を経て徐々に消えていく。

#### ポリマー
サーモクロミズム現象は、熱可塑性プラスチック、デュロプラスチック、ゲル、またはあらゆる種類のコーティングに見られる。ポリマー自体、埋め込まれたサーモクロミック添加剤、またはポリマーと組み込まれた非サーモクロミック添加剤との相互作用によって構築された高秩序構造が、サーモクロミック効果の起源になる。さらに、物理的な観点から、サーモクロミック効果の起源は多種多様である。そのため、温度による光の反射、吸収、および散乱特性の変化などからも生じる可能性がある。適応日射保護のための熱変色性ポリマーの応用は非常に興味深い。設計戦略別の機能など、非毒性のサーモクロミックポリマーの開発に適用されることが、過去10年間で注目されてきた。

#### インク
サーモクロミックインクまたは染料は、1970年代に開発された温度に敏感な化合物であり、熱にさらされると一時的に色が変わる。それらは、液晶とロイコ染料の 2つの形態があり、ロイコ染料は取り扱いが簡単で幅広い用途に対応できる。これらのアプリケーションには、フラット温度計、バッテリーテスター、衣服、およびシロップが温かいときに色が変わるメープルシロップのボトルのインジケーターが含まれる。温度計は、多くの場合の外側に使用され、体温を介して色が変わる。クアーズライトは缶にサーモクロミックインクを使用し、缶が冷たいことを示すために白から青に変わる。

## 無機材料
すべての無機化合物はある程度サーモクロミックだが、ほとんどは、わずかな色変化に留まる。例えば、室温では白色の二酸化チタン、硫化亜鉛及び酸化亜鉛は、加熱により黄色を呈する。同様に、酸化インジウム（III）は黄色であり、加熱すると暗褐色に暗色になる。酸化鉛（II）も同様の色変化を示す。色の変化は、これらの材料の電子特性（エネルギーレベルと電子密度分布）の変化による。
サーモクロミズムのより劇的な例は、相転移を起こすか、可視領域付近で電荷移動バンドを示す材料に見られる。例えば下記の例がある。
- ヨウ化第一銅水銀（Cu2[HgI4]）は、67 ℃で相転移を起こし、低温での明るい赤色の固体材料から高温での暗い茶色の固体に可逆的に変化し、中間の赤紫色の状態になります。色は強く、Cu（I）-Hg（II）電荷移動錯体によって引き起こされる。
- ヨウ化銀水銀（Ag2 [HgI4]）は低温で黄色で、47-51 ℃を超えるとオレンジ色になり、中間の黄橙色の状態になります。色は強く、Ag（I）-Hg（II）電荷移動錯体によって引き起こされる。
- ヨウ化水銀（II）は、126 ℃で赤色アルファ相から淡黄色ベータ相に可逆的に相転移する結晶性物質です。
- ビス（ジメチルアンモニウム）テトラクロロニッケル（II）（[(CH3)2NH2]2NiCl4）は、ラズベリー赤の化合物で、約110 ℃で青色になります。冷却すると、化合物は淡黄色の準安定相になり、2-3週間で元の赤色に戻る。他の多くのテトラクロロニッケルもサーモクロミックである。
- ビス（ジエチルアンモニウム）テトラクロロ銅（II）（[(CH3CH2)2NH2]2CuCl4）は、明るい緑色の固体材料で、52-53 ℃で可逆的に色が黄色に変わる。色の変化は、水素結合の緩和と、その後の銅原子のd軌道の配置の適切な変化を伴う、平面から変形した四面体への銅-塩素錯体の形状の変化によって引き起こされる。安定した中間体はなく、結晶は緑色または黄色である。
- 酸化クロム（III）：酸化アルミニウム（III）1：9の比率の結晶は、結晶場の変化により、室温では赤く、400 ℃で灰色になる。
- 二酸化バナジウムは赤外線透過を遮断し、窓からの建物内部の熱の損失を減らすための「スペクトル選択的」窓コーティングとしての使用が調査されている。この材料は、より低い温度では半導体のように振る舞い、より多くの透過を可能にし、より高い温度では導体のように振る舞い、はるかに高い反射率を示す。透明な半導体相と反射性の導電相の間の相変化は68 ℃で起こる。材料に1.9%のタングステンをドープすると、転移温度が29 ℃に低下する。
- ぺロブスカイト型Mn酸化物(R0.5A0.5MnO3;R=La,Pr,Nd,Sm,A=Sr,Ca[2]) :二重交換相互作用により、ある温度を境に金属－絶縁体転移が生じ、反射スペクトルが変化する。転移温度を境に熱放射を増加させることで負のフィードバックにより温度を一定値に安定させることができる。はやぶさやれいめいのラジエータにLa0.775Sr0.115Ca0.11MnO3が用いられ、長期にわたって劣化が見られないことが確認されている[3]。この場合Caをドープすることで低温時の放射率を減らしているほか、La,Srの比率を調整することで転移温度を150-380Kの間で自在に調整可能[4]。

他のサーモクロミック固体半導体材料としては、下記のものが知られている。
- CdxZn1-xSySe1-y（x＝0.5-1、y＝0.5-1）、
- ZnxCdyHg1-x-yOaSbSec Te 1-a-b-c（x＝0-0.5、y＝0.5-1、a＝0-0.5、b＝0.5-1、c＝0-0.5）、
- HgxCdおよびZn1-x-ySbSe1-b（x＝0-1、y＝0-1、b＝0.5-1）。

いくつかの鉱物もサーモクロミックである。例えば、いくつかのクロムリッチpyropesは、80 ℃程度に加熱すると、赤みがかった紫から緑に変化する。

### 不可逆性無機サーモクロミズム
一部の材料は、色を不可逆的に変化させる。これらは、例えば材料のレーザーマーキングに使用される。
- ヨウ化銅（I）は、60-62 ℃でオレンジ色に変化する固体の黄褐色（または白色？）の物質である。
- メタバナジン酸アンモニウムは白い物質で、150 ℃で茶色に、170 ℃で黒に変わる。
- マンガンバイオレット（Mn(NH4)2P2O7）は一般的なバイオレット顔料であり、400 ℃で白に変わる。